# Heroldia (Rosja)
Heroldia – heroldia w Imperium Rosyjskim; utworzona przez cesarzową Katarzynę II, w Sankt Petersburgu w latach 1797-1835. Zajmowała się kwestią nadawania tytułów szlacheckich.
Na początku XIX wieku Heroldia odmówiła uznawania służby w instytucjach Hetmanatu za wystarczającą podstawę do nadania tytułu szlacheckiego. Wywołało to wśród zagrożonych kozackich rodów ruch „patriotów kraju rodzinnego”, który zajmował się odnajdywaniem i gromadzeniem pism królów polskich, ukazów carskich i innych dokumentów poświadczających, że tytuły były uznawane zarówno przez Polskę, jak i Rosję.
Prace Heroldii rozbudziły zainteresowanie historią wśród wyższych warstw społeczeństwa ruskiego, dając impuls do odrodzenia narodowego na Ukrainie Lewobrzeżnej.

## Literatura
- Jarosław Hrycak, Historia Ukrainy 1772-1999. Narodziny nowoczesnego narodu, Lublin 2000, ISBN 83-85854-50-9